# Gymnorhynchus isuri
Gymnorhynchus isuri är en plattmaskart som beskrevs av Robinson 1959. Gymnorhynchus isuri ingår i släktet Gymnorhynchus och familjen Gymnorhynchidae. Inga underarter finns listade i Catalogue of Life.